# 香港公屋：方格子的吶喊
《香港公屋：方格子的吶喊》是明尼苏达大学地理學博士梁啟智撰寫的著作，於2023年9月經春山出版推出至市面。該著作刻畫了香港公屋的歷史演變和規劃，以及居民的互動情形。從中带出公屋對香港居民身份認同的影響，並於內文指出政府權力如何在公屋中展現及其規劃失當之處。除此之外還分析了流行文化或鬼故事怎樣刻畫公屋。

## 背景
梁啟智是香港出身的專欄作家和明尼苏达大学地理學博士，曾在香港中文大學新聞與傳播學院任職客席講師，之後於台灣中央研究院社會學研究所任職。他在反對逃犯條例修訂草案運動過後，想用自己的方式抒發對香港的感受，於是決定遊遍香港所有公共屋邨。他表示這是因為他「在屋邨長大」——他幼年和青少年時期都在沙田禾輋邨度過。
他在遊覽完後，原本打算寫一篇10000字的文章總結整個經歷，但在台灣生活之後決定把之擴寫成書，進而撰寫《香港公屋》這本以公屋為題的書籍。他表示這樣的話就能讓台灣讀者更全面了解香港。梁在撰寫過程中還發現公屋在人們敘事時具有一定意義。

## 內容
《香港公屋》刻畫了香港公屋的歷史演變和規劃，以及居民的互動情形。從中带出其對香港居民身份認同的影響，並於內文指出政府權力如何在公屋中展現及其規劃失當之處。除此之外，梁啟智在著作中質疑了1953年石硤尾大火是公屋起源的常見歷史敘事，指模範邨的首座大廈及香港房屋協會項目上李屋建成於大火之前，因此認為公屋的起源並非石硤尾大火。背後亦有擁有土地運用等利益計算在內。
《香港公屋》還分析流行文化或鬼故事怎樣刻畫公屋，比如談及公屋在《三五成群》、《回魂夜》、《香港製造》等電影當中的角色。梁啟智還表示自己對2019年之後的香港政治環境感到不解，引起自己還可以「做什麼」的反思，隨後引用2020年於香港興起的流行語「見字飲水 強身健體」作為答案。最後附上源自香港人口普查的數據去比較各屋邨。

## 評價
建築與城市研究者陳敬杰在Openbook上讚揚作者在描寫公屋居民互動時寫得「細緻」，並比較了《香港公屋》與其他公共住宅研究的不同，指其較重視居民的聲音。之後表示這書引起自己對「台灣社會住宅怎樣影響社區」這問題的興趣。馬家輝在《明報》上對《香港公屋》表示好評，讚揚它「脈絡清晰，角度公道」，能讓人掌握香港社會演變。但亦對著作中「專上教育畢業生」在各屋邨的比例感到疑惑，因為它指大坑西邨的畢業生佔比為最高，但其對該邨的印象就是「很多老人」，因此較難相信此一數據。